# Safawi Rasid
Muhammad Safawi bin Rasid (ur. 5 marca 1997 w Dungunie) – malezyjski piłkarz grający na pozycji napastnika w klubie Johor Darul Takzim FC oraz reprezentacji Malezji.

## Kariera
Safawi Rasid rozpoczynał karierę w drugim zespole Terengganu FC. W 2017 roku przeniósł się do Johor Darul Takzim FC. Z klubem pięciokrotnie zdobył Malaysia Super League, dwa razy Puchar Malezji i pięć razy Piala Sumbangsih. W 2020 został wypożyczony do Portimonense SC. W klubie ostatecznie wystąpił tylko w zespole U-23. W seniorskiej drużynie nie zadebiutował, dlatego szybko powrócił do Johor Darul Takzim.
Safawi Rasid grał w młodzieżowych kadrach U-18. Obecnie gra w dorosłej reprezentacji Malezji i zespole U-23. W seniorskiej drużynie zadebiutował 6 września 2016 roku w meczu z Indonezją. Pierwszego gola zdobył 10 listopada 2017 roku w meczu z Koreą Północną.